# كارلتون بي. جيبسون
كارلتون بي. جيبسون (بالإنجليزية: Carleton B. Gibson)‏ هو باحث في تاريخ العصور الكلاسيكية أمريكي، ولد في 18 سبتمبر 1863 في موبيل في الولايات المتحدة، وتوفي في 22 مايو 1927 في نورفولك في الولايات المتحدة.